# Žipov
Žipov (ungarisch Sárosizsép – bis 1907 Izsép) ist eine Gemeinde im Osten der Slowakei mit 287 Einwohnern (Stand 31. Dezember 2024) im Okres Prešov, einem Teil des Prešovský kraj, und wird zur traditionellen Landschaft Šariš gezählt.

## Geographie

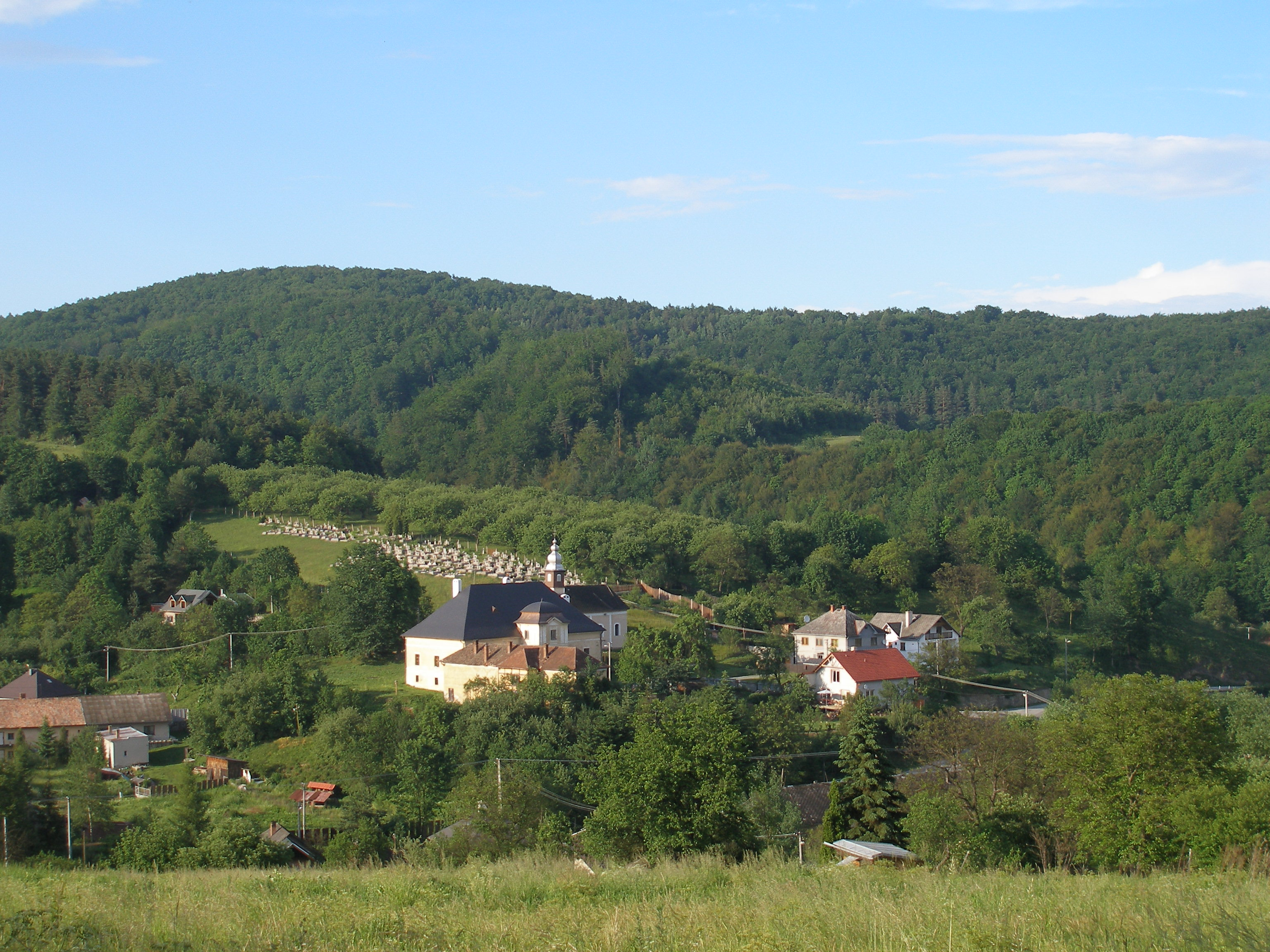
Blick auf Žipov

Die Gemeinde befindet sich im südlichen Teil des Berglands Šarišská vrchovina im Tal des Baches Kanovský potok im Einzugsgebiet der Svinka. Das Ortszentrum liegt auf einer Höhe von 391 m n.m. und ist 17 Kilometer von Prešov entfernt.
Nachbargemeinden sind Ondrašovce im Norden, Bajerov im Osten, Kvačany im Süden, Hrabkov im Südwesten und Krížovany im Westen.

## Geschichte

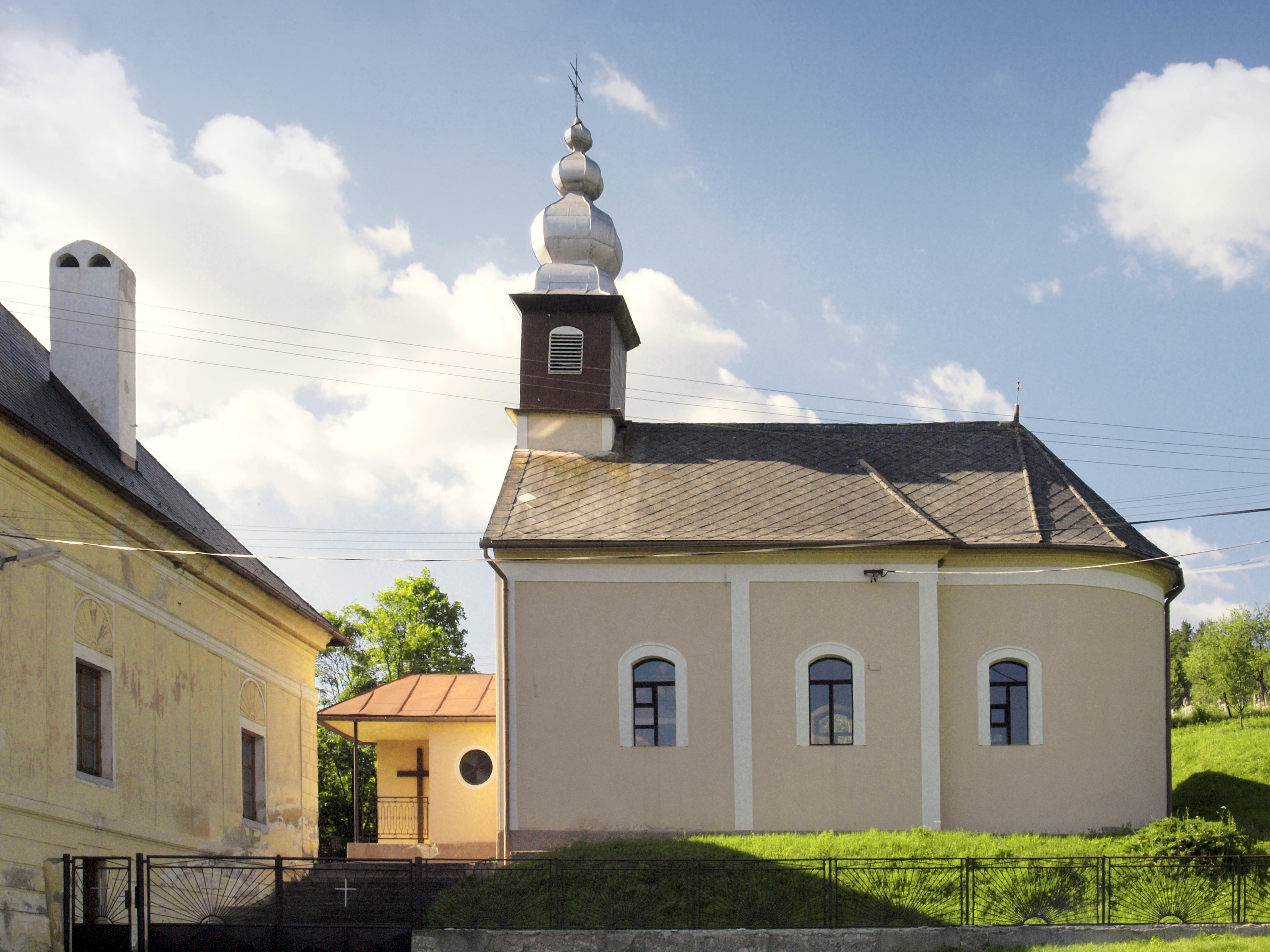
Annakirche im Ort

Žipov wurde zum ersten Mal 1354 schriftlich erwähnt. 1427 wurden in einem Steuerverzeichnis 21 Porta angeführt. Im 18. Jahrhundert war das Dorf Besitz des Geschlechts Roll.
1787 hatte die Ortschaft 37 Häuser und 323 Einwohner, 1828 zählte man 34 Häuser und 254 Einwohner, die als Fuhrmänner, Holzfäller, Landwirte und Hersteller von Geschirr beschäftigt waren. Die Einwohner nahmen 1831 am Ostslowakischen Bauernaufstand teil.
Bis 1918/1919 gehörte der im Komitat Sáros liegende Ort zum Königreich Ungarn und danach zur Tschechoslowakei beziehungsweise heute Slowakei. In der ersten tschechoslowakischen Republik waren Landwirtschaft und Weberei Haupteinnahmequellen der Bevölkerung. Nach dem Zweiten Weltkrieg arbeitete ein Teil der Einwohner in Industriebetrieben in Städten wie Prešov und Košice.

## Bevölkerung
| Jahr                | 1994 | 2004    | 2014     | 2024    |
| ------------------- | ---- | ------- | -------- | ------- |
| Anzahl der Personen | 261  | 249     | 293      | 287     |
| Unterschied         |      | −4,59 % | +17,67 % | −2,04 % |

| Jahr                | 2023 | 2024    |
| ------------------- | ---- | ------- |
| Anzahl der Personen | 289  | 287     |
| Unterschied         |      | −0,69 % |

Nach der Volkszählung 2011 wohnten in Žipov 281 Einwohner, davon 261 Slowaken, zwei Russen und ein Tscheche. 17 Einwohner machten keine Angabe zur Ethnie.
221 Einwohner bekannten sich zur römisch-katholischen Kirche, 39 Einwohner zur Evangelischen Kirche A. B. sowie jeweils zwei Einwohner zur griechisch-katholischen Kirche und zur orthodoxen Kirche und ein Einwohner zu einer anderen Konfession. Zwei Einwohner waren konfessionslos und bei 14 Einwohnern wurde die Konfession nicht ermittelt.

## Bauwerke und Denkmäler

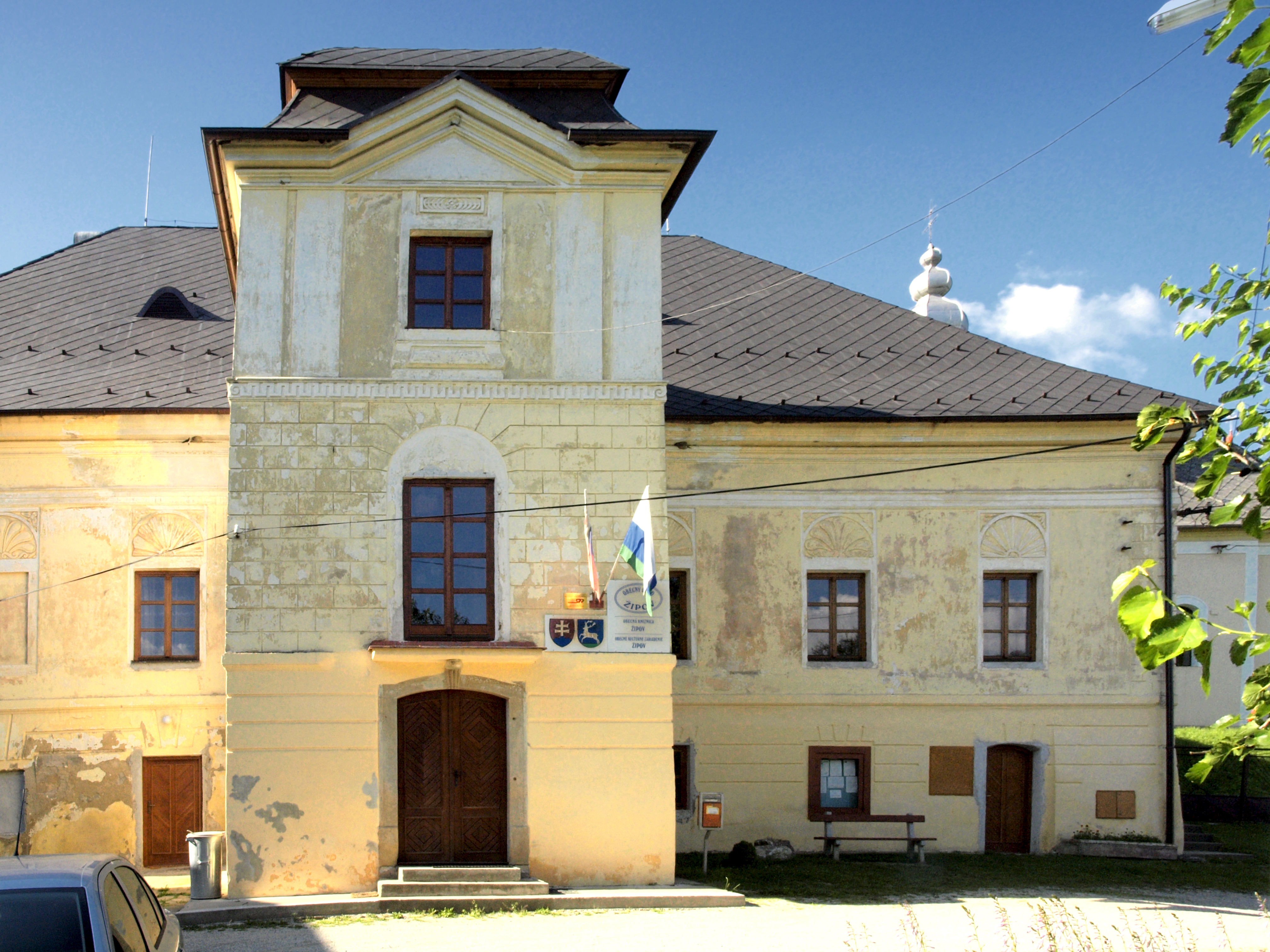
Landschloss, zugleich Sitz der Gemeindeverwaltung

- römisch-katholische Annakirche im barock-klassizistischen Stil aus dem Jahr 1825
- Landschloss in der Ortsmitte im klassizistischen Stil aus dem Ende des 18. Jahrhunderts
- Landsitz aus der ersten Hälfte des 19. Jahrhunderts

## Verkehr
Žipov liegt direkt an der Straße 2. Ordnung 546 zwischen Prešov und Margecany.